# Linocerocoris
Linocerocoris is een geslacht van wantsen uit de familie van de Miridae (Blindwantsen). Het geslacht werd voor het eerst wetenschappelijk beschreven door Karsch in 1892.

## Soorten
Het genus bevat de volgende soorten:

- Linocerocoris cariniventris Karsch, 1892
- Linocerocoris niger Poppius, 1912
- Linocerocoris scutellaris Poppius, 1914